# Eynesse
Eynesse – miejscowość i gmina we Francji, w regionie Nowa Akwitania, w departamencie Żyronda.
Według danych na rok 1990 gminę zamieszkiwało 526 osób, a gęstość zaludnienia wynosiła 69 osób/km² (wśród 2290 gmin Akwitanii Eynesse plasuje się na 695. miejscu pod względem liczby ludności, natomiast pod względem powierzchni na miejscu 1230.).